# Étiquetage carbone
L’étiquetage carbone est un étiquetage environnemental qui vise à informer le consommateur des émissions de gaz à effet de serre qu'implique la production d'un produit. Ces gaz sont responsables du réchauffement climatique de la planète. Cette étiquette apposée sur les produits, notamment de grande consommation, prend en compte les 5 étapes clés du cycle de vie : l'extraction des matières premières, le transport, la fabrication du produit, l’emballage et la distribution. Le résultat est exprimé en gramme équivalent CO2 pour 100 g de produit fini.
Cet étiquetage s’inscrit dans les engagements du Grenelle de l’environnement, puisqu’un projet de loi prévoit que l’indication de l’impact environnemental des produits de la grande distribution soit obligatoire à partir de 2011.

## Mise en œuvre
De nombreuses sociétés travaillent actuellement sur cette thématique, élément clé du localisme.
Le Groupe Casino propose déjà l'étiquetage carbone sur certains produits de la marque. Depuis juin 2008, une centaine de produits indiquent aux consommateurs la quantité de gaz à effet de serre émise durant les cinq étapes clés du cycle de vie.
Il existe d'autres solutions d'étiquetage carbone allant plus loin avec la compensation carbone. Cette solution permet aux entreprises de proposer des produits dont les impacts sur le climat sont compensés, la compensation des émissions de gaz à effet de serre se fait par la mise en place de projets dans les pays en voie de développement.
Ces solutions permettent petit à petit au consommateur d'intégrer la dimension climatique dans ses actes d'achat (comparaison d'impact, voire achat climatiquement neutre).